# Robert Söderqvist
 Carl Johan Robert Söderqvist, född 1840 i Stockholm, död 12 november 1904 i Traryds församling, Kronobergs län, var en svensk ingenjör. 
Söderqvist ägnade sig från 1857 med lantmäteri och kartritningar, dels privat, del som biträde åt olika kommissionslantmätare, tills han 1865 fick anställning vid Statens Järnvägars trafikavdelning. År 1872 blev han kassör och byråingenjör hos styrelsen för Bergslagernas Järnvägar och anställdes 1875 som stadsingenjör i Helsingborgs stad, vilken befattning han innehade till 1897, då han lämnade sin tjänst i förtid på grund av neurasteni.